# Cànoves i Samalús
Cànoves i Samalús település Spanyolországban, Barcelona tartományban. Lakosainak száma 3315 fő (2024).

## Földrajza
Cànoves i Samalús Tagamanent, Sant Pere de Vilamajor, Cardedeu, Les Franqueses del Vallès, La Garriga és Figaró-Montmany községekkel határos.

## Népesség
A település lakosságának változását az alábbi diagram mutatja:
| Lakosok száma | 598  | 779  | 712  | 618  | 738  | 2297 | 2742 | 2863 | 3117 | 3315 |
|               | 1717 | 1887 | 1936 | 1960 | 1986 | 2004 | 2009 | 2014 | 2019 | 2024 |